# Buariki Village (ort i Aranuka)
Buariki Village är en ort i Kiribati.   Den ligger i örådet Aranuka och ögruppen Gilbertöarna, i den sydöstra delen av landet, 150 km sydost om huvudstaden Tarawa. Buariki Village ligger 12 meter över havet och antalet invånare är 509. Den ligger på ön Buariki.
Terrängen runt Buariki Village är mycket platt.  Buariki Village är det största samhället i trakten. 